# Hubert Ditshabue
Hubert Tidimalo Ditshabue (* 1953 oder 1954; † 6. Juli 2021) war seit 1992 der erste traditionelle Führer der Bakgalagadi, einem Clan der Tswana in Namibia. Er trug den traditionellen Titel Kgoshi und hatte seinen Sitz in Corridor 13.
Ditshabue war offiziell am 10. August 2008 als Chief der traditionellen Verwaltung der Bakgalagadi anerkannt worden.